# Département de La Candelaria
Le département de La Candelaria est une des 23 subdivisions de la province de Salta, dans le nord-ouest de l'Argentine. Son chef-lieu est la ville de La Candelaria.
Le département a une superficie de 1 525 km2. Sa population s'élevait à 5 565 habitants en 2001.

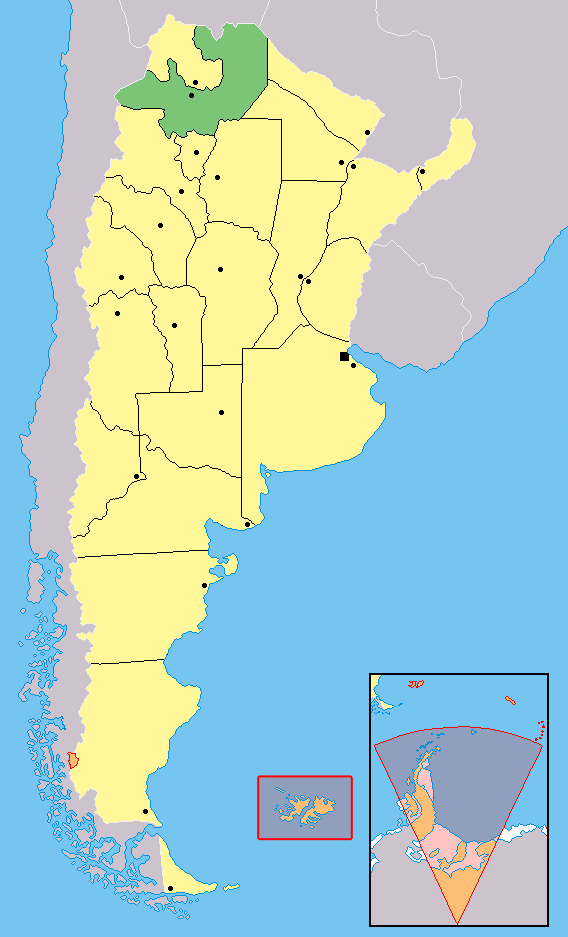
Localisation de la province de Salta en Argentine

## Villes et localités
- El Jardín
- El Tala
- La Candelaria, chef-lieu